# Banca (okręg Bacău)
Banca – wieś w Rumunii, w okręgu Bacău, w gminie Dealu Morii. W 2011 roku liczyła 156 mieszkańców.